# 伯茲 (伊利諾伊州)
伯茲（英語：Birds）是位於美國伊利諾伊州勞倫斯縣的一個非建制地區。該地的面積和人口皆未知。

## 地理
伯茲的座標為38°50′12″N 87°40′06″W / 38.83667°N 87.66833°W，而該地的平均海拔高度為131米（即430英尺）。